# Вести (газета)
«Вести» (укр. Вісті) — щоденна газета в Україні російською мовою, яку поширюють переважно безкоштовно. Видання критикують за проросійську позицію та ведення антиукраїнської пропаганди.[⇨]
Перший номер вийшов 14 травня 2013 року. За даними самої газети, вона виходить найбільшим тиражем серед щоденних видань України — 350 тисяч щодня.
За даними самого видання та Української асоціації видавців періодичної преси, у великих містах — Києві, Донецьку, Харкові, Одесі, Дніпрі, Кривому Розі, Маріуполі, Запоріжжі ,— газету поширюють безкоштовно. В інших регіонах України газета є платною.

## Історія створення
У лютому 2013 року колишній оглядач газети «Сегодня» Олександр Чаленко повідомив про повернення в Україну колишнього головного редактора «Сегодня» Ігоря Гужви з Москви, де він працював шеф-редактором газети «Московские новости», та створення ним нової газети на російські інвестиції. З його слів, до нового проекту Гужви переходили працівники газети «Сегодня».
У березні того ж року повідомлялося, що в новий проект Ігоря Гужви переходять цілі відділи працівників газети «Сегодня», включаючи маркетологів, дизайнерів, комп'ютерників та водіїв. Ставка звичайного журналіста у новій газеті становила близько $1000, при тому, що установчі інвестиції покривали три роки роботи газети.
У квітні 2013 повідомлялося, що редакцію газети «Сегодня» покинули 52 журналісти. Натомість нову газету «Вести» у медійних колах пов'язували з Віктором Медведчуком. У травні 2014 року було опубліковано документ з тих, що були знайдені у Межигір'ї, з якого випливає, що до газети «Вести» мав стосунок олігарх Сергій Курченко, оскільки юридичними питаннями газети займалась юрист групи компаній «СЕПЕК» Анна Ситник.
У травні 2014 року в редакції газети «Вести» відбувся обшук. Водночас податковою міліцією було заблоковано рахунки ТОВ «Вісті Мас-Медіа» та Ігоря Гужви, яким інкримінувалися фіктивне підприємництво, відмивання доходів та ухилення від сплати податків. Досудовим розслідуванням встановлено, що на рахунок ТОВ «Вісті Мас-Медіа» від фіктивної фірми надійшли кошти у сумі 93,6 млн грн, які потім були легалізовані.. Головний редактор газети «Вести» Ігор Гужва розцінив подібні дії з боку правоохоронних органів як політичний тиск.
У жовтні 2014 року стало відомо, що у видавця газети «Вести» — ТОВ «Інновація і рішення» — змінився власник. Замість Андрія Кошевого ним стала кіпрська компанія IG Media Ltd (укр. «АйДжи Медіа Лтд») з міста Нікосія.
У січні 2016 року стало відомо, що, за даними холдингу «Вести», змінюється система поширення газети — з метою розширити аудиторію. З деяких точок біля станцій метро дистриб'ютори перемістяться на світлофори і перехрестя. Водночас, у ЗМІ з'явилась інформація, мовляв газету припиняють поширювати безкоштовно.

## Власність і фінансування
Газета «Вести» входить до холдингу «Мультимедіа інвест груп», якому також належить телеканал UBR, тижневий журнал «Вести. Репортёр», «Радио Вести» і сайт vest-ukr.com. На момент створення медіахолдингу у 2013 році, він мав назву «Мультимедіа-інвест груп», а однойменне ТОВ входило в його структуру власності. Холдинг формально належав Ігорю Гужві, він його розбудовував на кредитні гроші. Однак походження цих коштів — не з'ясоване.
Наприкінці 2014 року у ЗМІ з'явилась версія про те, що холдинг фінансує Олександр Клименко. Тоді само згадували, що весь 2014 рік з газетою була пов'язана експрессекретар Клименка Ольга Семченко.
29 липня 2015 року стало відомо, що головний редактор і керівник холдингу «Мультимедіа інвест груп» Ігор Гужва, який називав себе власником газети й холдингу, залишив медіахолдинг «Вести Украина». Він продав свою частку та звільнився з посади головного редактора газети. Офіційні права власності на всі активи медіахолдингу з того часу належать кіпрській компанії Media Holding Vesti Ukraine. Раду директорів холдингу очолила Ольга Семченко.
15 вересня 2015 року головним редактором газети «Вести» призначили Оксану Омельченко, яка працює у виданні з початку його заснування і з липня виконувала обов'язки головного редактора видання, змінивши на цій посаді Ігоря Гужву. У вересні 2021 вона звільнилась, про що повідомила у соцмережах.

## Критика

### Експертів
У лютому 2015 року експерти Інституту масової інформації Оксана Романюк і Олена Голуб зафіксували в газеті «Весті» серйозні порушення журналістських стандартів. Інститут підготував звернення до Комісії з журналістської етики з проханням дати оцінку фактам, наведеним у цій статті, та ще низці фактів.
У березні 2015 року кандидат наук із соціальних комунікацій, письменник, викладач Інституту журналістики КНУ ім. Тараса Шевченка Артем Захарченко провів контент-аналіз газети. За його даними аналіз засвідчив, що «газета „Вести“ фактично у кожному номері транслює 2-4 тези російської пропаганди. Крім того, видання послідовно створює негативний образ суспільно-політичної реальності в Україні».
У травні 2015 року стало відомо про використання газетою «Вести» практики, притаманної російським пропагандистським телеканалам LifeNews і НТВ. А саме — представники видання беруть коментарі, називаючись журналістами неіснуючих або інших видань.
У вересні 2015 року, за місяць до проведення місцевих виборів, представники Громадянської мережі ОПОРА виявили ознаки джинси у київському випуску газети «Вести» від 24 вересня. Експерти зазначили, що видання маніпулює виборцями та робить припущення, не спираючись навіть на результати соціологічних досліджень, які мають бути оприлюднені відповідно до вимог Законодавства України.
Відповідно до результатів дослідження, станом на вересень 2015 року пропагандистський контент газети «Вести» не змінився попри відставку з посади головного редактора видання Ігоря Гужви.
У дослідженні 2018 року від Texty.org.ua, видання назване одним із провідних проросійських видань в Україні.

### Громадськості

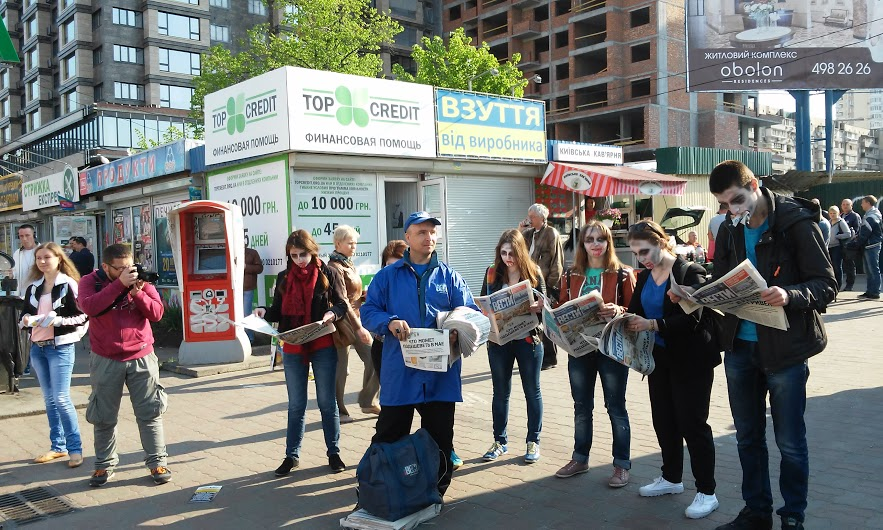
Театралізована акція проти російської пропаганди з використанням образу зомбі біля пункту роздавання газети, станція метро «Мінська», Київ

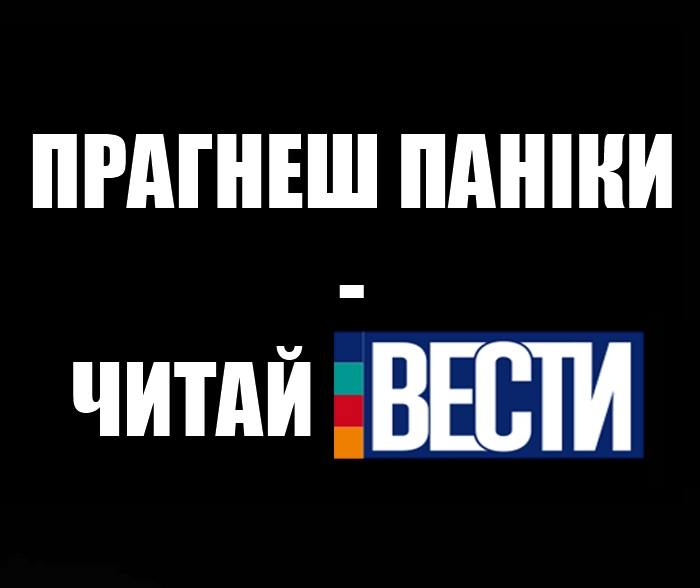
Одна з агітаційних інтернет-картинок активістів проти газети

Активісти кампанії «Не купуй російське!» після Євромайдану проводять одиночні акції біля пунктів роздавання газети «Вісті» у Києві. Молоді люди закликають брати і викидати газети у смітник, називаючи її «кремлівською пропагандою».
Наприкінці червня 2014 року активісти анонсували громадську кампанію, яка за словами її організаторів, покликана «припинити розповсюдження антиукраїнської пропаганди» газетою. Активісти стверджують, що газета «Вести» була створена восени минулого року за фінансової підтримки олігарха Сергія Курченка і сина колишнього президента Олександра Януковича. З їхніх слів, під час подій на Євромайдані газета «відзначилася постійними безпідставними наклепами на учасників протесту, відійшла від принципів об'єктивної журналістики і стала щоденним рупором режиму Януковича».
27 червня 2014 року активісти у Києві, під офісом газети, провели акцію протесту.
28 квітня 2015 року в Києві, біля пунктів безкоштовного роздавання газети поблизу станцій метро та у вагонах метрополітену, активісти, зокрема руху «Відсіч», провели театралізовані акції «Вєсті читають тільки зомбі» з використанням образу зомбі. Молоді люди таким чином показували, що вміст видання — російська пропаганда. Під час проведення акцій дівчата-активісти отримали травми через напади невідомих. Надалі активісти провели подібні акції у травні, червні та липні. Під час проведення на активістів нападали молодики, схожі на тітушок, також журналісти та активісти стикались із протиправними діями міліції, активісти та перехожі — з нападами представників газети. Із 27 травня активісти також поширюють листівки з інформацією про газету. 21 червня в Києві активісти організували «марш зомбі» до будівлі Служби безпеки України, яким вимагали закрити газету «Вести». У вересні 2015 року активісти «Відсічі» поновили акції проти газети, зауваживши, що контент після часткової зміни власників видання лишився таким самим. 31 жовтня активісти долучилися до зомбі-параду в Києві, присвяченому відзначенню Геловіна, в образах зомбі, які читають газету «Вести».

### Органів влади
У квітні 2015 року Служба безпеки України звинуватила газету в підтримці сепаратизму, а саме — в публікації низки статей, спрямованих на порушення територіальної цілісності держави Україна. Окрім того, газету звинуватили в отриманні фінансування з нелегальних джерел.
У травні 2015 року Комітет Верховної Ради України з питань національної безпеки і оборони визнав діяльність газети «Вести» такою, що становить загрозу національній безпеці України, дестабілізує суспільну ситуацію та створює сприятливий фон для російської агресії. Комітет звернувся до правоохоронних органів та профільних відомств з вимогою припинити деструктивну діяльність газети відповідно до чинного законодавства.

## Інші скандали
У серпні 2015 року в одному з випусків газети «Вести» видання применшило площу України — замість 603 тис. км² вказало 576 тис. кв. км. Саме стільки складає площа України без анексованого Криму. Пізніше на сайті видання вказані дані виправили, але друкована версія вийшла у початковому вигляді.

## Офіс
У 2014 році головний офіс видання був розташований у Києві за адресою: 01004, вул. Велика Васильківська, 4-в. Станом на 2015 рік головний офіс розташований за іншою адресою у Києві, у бізнес-центрі «Gulliver», який належить Віктору Поліщуку: 01001, пл. Спортивна, 1-а, 32 поверх. Самі офісні приміщення у бізнес-центрі нібито належать Олександру Клименку.

## Відомі журналісти
- Веремій В'ячеслав Васильович